# Castrício (sofista)
Castrício (em latim: Castricius) foi um sofista e retor pagão romano do século IV. Segundo a epístola 1177 de Libânio (ca. 364), Castrício dirigiu-se ao Egito. Ele foi destinatário da epístola 1178 e 1230 (essa de quando já estava no Egito), ambas datadas de 364.